# Diphyllomorpha vitalisi
Diphyllomorpha vitalisi är en skalbaggsart som beskrevs av Thierry Bourgoin 1913. Diphyllomorpha vitalisi ingår i släktet Diphyllomorpha och familjen Cetoniidae. Inga underarter finns listade i Catalogue of Life.